# 蜀州
蜀州（しょくしゅう）は、中国にかつて存在した州。唐代から宋代にかけて、現在の四川省成都市北西部に設置された。

## 概要
686年（垂拱2年）、唐により益州の4県を分割して蜀州が立てられた。742年（天宝元年）、蜀州は唐安郡と改称された。758年（乾元元年）、唐安郡は蜀州の称にもどされた。蜀州は剣南道に属し、晋原・唐安・青城・新津の4県を管轄した。
1177年（淳熙4年）、南宋により蜀州は崇慶府に昇格した。崇慶府は成都府路に属し、晋原・江原・永康・新津の4県を管轄した。
1283年（至元20年）、元により崇慶府は崇慶州に降格した。崇慶州は成都路に属し、晋原・新津の2県を管轄した。
1369年（洪武2年）、明により晋原県は廃止され、崇慶州に編入された。崇慶州は成都府に属し、新津県1県を管轄した。
清のとき、崇慶州は成都府に属し、属県を持たない散州となった。
1912年、中華民国により崇慶州は廃止され、崇慶県と改められた。